# Wynnewood
Wynnewood és una ciutat dels Estats Units a l'estat d'Oklahoma. Segons el cens del 2000 tenia 2.367 habitants.

## Demografia
Segons el cens del 2000, Wynnewood tenia 2.367 habitants, 965 habitatges, i 607 famílies. La densitat de població era de 601,3 habitants per km².
Dels 965 habitatges en un 29,4% hi vivien nens de menys de 18 anys, en un 44,4% hi vivien parelles casades, en un 15,1% dones solteres, i en un 37% no eren unitats familiars. En el 33,3% dels habitatges hi vivien persones soles el 18,7% de les quals corresponia a persones de 65 anys o més que vivien soles. El nombre mitjà de persones vivint en cada habitatge era de 2,39 i el nombre mitjà de persones que vivien en cada família era de 3,05.
Per edats la població es repartia de la següent manera: un 26% tenia menys de 18 anys, un 8,1% entre 18 i 24, un 24,5% entre 25 i 44, un 21,2% de 45 a 60 i un 20,3% 65 anys o més.
L'edat mediana era de 39 anys. Per cada 100 dones de 18 o més anys hi havia 74,9 homes.
La renda mediana per habitatge era de 26.149 $ i la renda mediana per família de 31.856 $. Els homes tenien una renda mediana de 28.929 $ mentre que les dones 19.375 $. La renda per capita de la població era de 13.539 $. Entorn del 13,6% de les famílies i el 15,9% de la població estaven per davall del llindar de pobresa.

## Poblacions més properes
El següent diagrama mostra les poblacions més properes.